# Punta Allen
Punta Allen är en ort i Mexiko.   Den ligger i kommunen Tulum och delstaten Quintana Roo, i den östra delen av landet, 1 200 km öster om huvudstaden Mexico City. Punta Allen ligger 4 meter över havet och antalet invånare är 469.
Terrängen runt Punta Allen är mycket platt. Havet är nära Punta Allen åt sydost.  Punta Allen är det största samhället i trakten. 